# Shoichiro Sakai
Shoichiro Sakai (em japonês:  境 正一郎; Kanuma, 1928) é um matemático japonês.

## Vida
Sakai estudou matemática na Universidade de Tohoku, onde obteve o bacharelado em 1953 e um doutorado em 1961. De 1960 a 1964 foi professor da Universidade de Waseda. Foi então para a Universidade da Pensilvânia, onde foi professor de 1966 a 1979. Retornou então para o Japão, estabelecendo-se na Universidade Nihon. Em 1992 recbeu o Japanese Mathematical Society Autumn Prize. É fellow da American Mathematical Society.
Foi palestrante convidado do Congresso Internacional de Matemáticos em Helsinque (1978).

## Obras
- C *-algebras and W *-algebras, Springer-Verlag 1971, Ergebnisse der Mathematik und ihrer Grenzgebiete, Volume 60, ISBN 3-540-63633-1 (republished in 1998 in Classics in Mathematics)
- Operator algebras in dynamical systems, the theory of unbounded derivations in C*-algebras, Cambridge University Press (1991), ISBN 0-521-40096-1